# 陳德星堂
25°03′20″N 121°30′58″E / 25.055657°N 121.516049°E
陳德星堂，是位於臺灣臺北市大同區星明里的陳姓宗祠、古蹟，原位於登瀛書院旁，因興建臺灣總督府搬遷至大同區蓬萊小學旁，1970年代又面臨國小擴建而計畫拆遷，影響《文化資產保存法》修改。

## 歷史

### 建於府城
咸豐十年（1860年），主持仰山、學海兩書院的陳維英，見陳氏族人無宗祠祭拜祖先，乃與孝廉陳恕商議，在自宅陳悅記祖宅供奉陳氏始祖神位，每年春秋兩祭，由各地宗親輪流祭祖，經舉人陳霞林、恩貢生陳儒林、及拔貢生陳雲林等人接管，但祭祀人數不斷增加，空間不敷使用。光緒十八年（1892年），族人於台北府城內的登瀛書院東側，集貲鳩工興建陳德星堂。其名稱是取自陳寔與荀淑兩家過訪，被譽作「德星聚」，遂以「德星」為堂號。

### 遷至大同
1895年，日軍進佔台北府城，該祠被日人徵用為武德殿，神位暫移陳姓族人處。後，日本政府擬建臺灣總督府，遂以大稻埕下奎府町的陸軍用地與此祠土地做交換。當時因建總督府而遷移到大稻埕的祠堂，還有今位於重慶北路大樓樓頂的林氏家廟。
1911年，在陳廷植、陳江流、陳瑞星等宗長發起下，委由當時重建大稻埕慈聖宮的陳應彬主持重建陳德星堂。該年，大稻埕女子公學校（今蓬萊小學）建校。1912年祠堂動工，1914年完工。因位於日軍火藥庫旁的新址因地質不佳，歷經數年才克服工程技術困難。新址一共佔地兩千兩百餘坪，前院就佔地四百坪，後院兩百坪。1935年再大修。
自1917年至1941年，位於的此祠堂先後作為愛育幼稚園、培育幼稚園之用，其餘土地則建民房出租。戰後地址為寧夏路二十七號，屬於星明里。修復遭盟軍轟炸燬損的祠堂後，1946年成立德育補習班，1955年9月設立德星幼稚園。像台北王氏太原堂、台北江夏黃種德堂也都會附設幼稚園。
1956年再度大修。今建築整體結構為兩殿、兩廊、兩護龍，本地話稱「四頭馬托兩部馬車」，面寬七開間。入口堂額「舜帝殿」、門聯「至孝篤親行為世法，公忠謀國教以人倫」由陳立夫所題。前殿屋頂屬歇山重檐翹脊。石雕、陶塑、彩繪表現陳應彬一派的漳州風格，重視精細木雕，有高明的斗拱組合、繁複的天花藻井。三川殿的一對雙龍石柱，以「升龍」與「降龍」並列，名為「天翻地覆龍」，為全臺灣第一對此種造型，後續也被其他廟宇仿效。「漢唐柱石」匾為佐久間左馬太所贈。石柱上楹聯多係清治時陳望曾、陳維英、陳樹藍等人之作。正殿內龕前一的「騎象天宮」錫製燭台，為台灣罕見之例。
每年農曆二月十五日和十一月十五日舉行春、冬兩季祭袓大典，由八十歲以上的宗親輪流主持祭典。為紀念視為祖先的舜帝，陳德星堂自1981年起，又稱之為「舜帝殿」。

### 徵地風波
建成區的建成國小校舍長期被臺北市政府作市府辦公室，使得該區學童擁擠在日新及蓬萊兩國小。蓬萊國小在1977年時就多達七十六班。而校地為一萬三千六百七十平方公尺，依教育部修正國小校地最低面積標準應有三萬二千一百平方公尺標準有相當差距。校園普通教室五十餘間，專科教室不到十間，其他如準備室、教具室等均付闕如。當時陳德星堂前後部分各六百五十坪以及四百五十坪土地，屬於非法的違建戶，被政府在該年先編列四千八百餘萬元，徵收作為蓬萊國小擴建使用。但住戶們以「同歸於盡」作抗議，要求須連陳德星堂同時拆除，方願意搬離。
1977年11月，陳德星堂奉函台北市政府、中央及有關單位，為廢留問題陳情，望將祠堂列為古蹟，並撤銷學校保留地的計畫。市府覆函將分兩期徵收，其第一期徵收部份係指陳德星堂祠前之土地，預計第二期部份係指祠堂後土地，不包括堂祠本身圍牆內基地。
1979年，市府再編列四千六百餘萬元預算徵收，然而四十餘戶的違建戶拒不搬遷，雖計畫1980年6月派員強制執行拆除，卻因民意代表關說暫停，要求等陳德星堂徵收後一併辦理。次月14日，市府地政處致函陳德星堂，表示為興辦蓬萊國小工程，需使用陳德星堂所有土地，定於一個月後報請行政院核准征收，引起《民生報》記者桂文亞投呼籲重視此事。經議會建議，同意延至該校第三期工程用地完成法定征收程序後，一併拆遷。
1985年內政部台內民字330095號之公告，指定陳德星堂為三級古蹟。
1987年1月，台北市政府教育局為陳德星堂召開協調會，除政府建議拆遷外，蓬萊國小提議將該堂遷建學校預定興建的學生活動中心頂樓繼續使用，但均為陳德星堂拒絕。4月4日，教育局表示將繼續辦理陳德星祠堂的拆遷、征收手續。9日，台北市議會上，邱錦添、闕河源、高惠子、張元成、郭石吉等議員指責市府未能執行校地徵收計畫，如高惠子要求三古蹟是由市府管理，且法律規定「得保存之」，市府可請內政部解除古蹟資格，否則應追回陳德興堂領取的一億四千多萬元補償款。14日，《民生報》刊登李乾朗投書，呼籲考慮保留陳德星堂。16日下午，由蓬萊國小家長會長黃景成招集，一百多位蓬萊國小家長代表，研商如何聲援學校，高惠子也以蓬萊國小校友的立場，說明她在議會為拆遷所作的努力。21日，市府正式通知陳德星堂負責人陳泰平，就升高與遷建兩方案中自行選擇一項，否則市府將不管內政部是否同意解除陳德星堂為三級古蹟。市府此舉引起文建會主任委員陳奇祿寫信給內政部長吳伯雄，指責市府逾越權限。吳伯雄將信交給該部古蹟維護科研辦後，5月1日，古蹟維護科科長陳逸成表示，和文建會古蹟科科長黃素娟交換意見，都認為陳德星堂不宜拆遷。4日，台北市議會教育審查會上，高惠子抱怨民政局在向內政部提報陳德星堂為三級古蹟之前，曾會稿教育局要求表示意見，然而教育局僅一名承辦人員蓋章了事，無表示任何意見，造成此結果，應予追究行政責任。7日，台北市政府教育局長陳漢強在市議會表示，《文化資產保存法》已送請立法院審議，市府將在該法完成修訂之前，全力遷建陳德星堂。16日，內政部政務次長鄭水枝回應，依照現行《文化資產保存法》規定，市政拆遷陳德星堂前，須先依法報請內政部同意。
1987年6月4日，立法院教育、內政、經濟、司法等四委員會聯席會議，就修正《文化資產保存法》草案中央授權地方政府主管維護二、三級古蹟，統一收歸內政部主管、指定，同時明定古蹟非經內政部同意，不得遷移或拆除，這項修正遭立委陳哲男、賴晚鐘及洪文棟等人反對。他們表示，陳德星祠堂已收九千六百多萬元，卻被列為三級古蹟，使市政無法執行拆除或遷移。陳哲男發言，他親自前往發現祠堂內開辦幼稚園，祠堂外違章建築還租給商家作生意，但地價稅卻推給蓬萊國小負擔，顯有利益團體在背後把持。
1987年10月27日，市政府擬議將陳德星堂遷往濱江公園，邀集各有關單位進行協商。原先市府將徵收期限定為1988年9月6日，但直到次年4月6日市府才將徵收公告張貼。
1989年5月17日，針對迪化街、陳德星堂、新竹火車站、臺中火車站、到勸業銀行舊廈的保護呼聲，文建會約集李乾朗等專家學者以及內政部、省市政府、營建署等單位的古蹟和建築業務承辦人員參加。1991年4月報導，行政法院判決陳德星堂勝訴。占用校地的民宅，直到1996年8月15日才執行拆除。至於蓬萊國小在校地狹窄、發展受限下，學生不斷流失，至1997年全校僅三十一班，學生數不足千人。